# 中国実業団対抗駅伝競走大会
中国実業団対抗駅伝競走大会（ちゅうごくじつぎょうだんたいこうえきでんきょうそうたいかい）は、中国実業団陸上競技連盟が主催し、広島県教育委員会・世羅町教育委員会・世羅町・中国新聞社が後援する日本の駅伝大会である。
毎年、11月に広島県世羅町のせら文化センター（2015年より。2014年までは広島県立世羅高等学校）を発着点で、三次市三和町境界線を2往復する7区間、80.8kmで争われる。上位チームは翌年1月に開催される全日本実業団対抗駅伝競走大会（ニューイヤー駅伝）の出場権を得る。
近年は中国電力が1997年から18連覇を果たしていたが、2015年はマツダが43年ぶりに優勝し（8回目）、その後6連覇を果たした。2021年は中電工が初優勝を果たす。

## コース
- 第1区（12.5km） せら文化センター～せらにしタウンセンター
- 第2区（7.2km）　せらにしタウンセンター～(株)ナンコー
- 第3区（11.6km） (株)ナンコー～三和町境界折り返し～津久志創作館
- 第4区（9.0km）　津久志創作館～せら文化センター
- 第5区（9.0km）　せら文化センター～津久志創作館
- 第6区（19.0km） 津久志創作館～三和町境界折り返し～せらにしタウンセンター
- 第7区（12.5km） せらにしタウンセンター～せら文化センター

## 大会記録・区間記録
|      | 選手名・オーダー                             | チーム名 | 記録          | 樹立年度 |
| ---- | -------------------------------------------- | -------- | ------------- | -------- |
| 総合 | 中島・ムワンギ・岡本・清野・池田・菊地・大森 | 中国電力 | 3時間59分55秒 | 2023年   |
| 1区  | 延藤潤                                       | マツダ   | 36分51秒      | 2020年   |
| 2区  | アモス・クルガト                             | 中電工   | 19分10秒      | 2020年   |
| 3区  | 向晃平                                       | マツダ   | 34分17秒      | 2023年   |
| 4区  | 扇育                                         | マツダ   | 25分42秒      | 2023年   |
| 5区  | 池田勘汰                                     | 中国電力 | 27分00秒      | 2024年   |
| 6区  | 菊地駿弥                                     | 中国電力 | 55分16秒      | 2023年   |
| 7区  | 大森太楽                                     | 中国電力 | 36分24秒      | 2023年   |

### 各区間歴代5傑
| 順位 | タイム   | 氏名     | チーム      | 成績           |
| ---- | -------- | -------- | ----------- | -------------- |
| 1    | 36分51秒 | 延藤潤   | マツダ      | 2020年 区間賞  |
| 2    | 37分15秒 | 山本憲二 | マツダ      | 2019年 区間賞  |
|      | 37分16秒 | 延藤潤   | マツダ      | 2021年 区間賞  |
| 3    | 37分20秒 | 斉藤翔太 | JFEスチール | 2021年 区間2位 |
| 4    | 37分21秒 | 藤川拓也 | 中国電力    | 2019年 区間2位 |
|      | 37分23秒 | 延藤潤   | マツダ      | 2024年 区間賞  |
| 5    | 37分24秒 | 大森樹   | JFEスチール | 2020年 区間2位 |

| 順位 | タイム   | 氏名                 | チーム      | 成績           |
| ---- | -------- | -------------------- | ----------- | -------------- |
| 1    | 19分10秒 | アモス・クルガト     | 中電工      | 2020年 区間賞  |
|      | 19分15秒 | アモス・クルガト     | 中電工      | 2019年 区間賞  |
|      | 19分17秒 | アモス・クルガト     | 中電工      | 2022年 区間賞  |
|      | 19分17秒 | アモス・クルガト     | 中電工      | 2024年 区間賞  |
|      | 19分20秒 | アモス・クルガト     | 中電工      | 2021年 区間賞  |
| 2    | 19分25秒 | テレッサ・ニャコラ   | マツダ      | 2016年 区間賞  |
| 3    | 19分28秒 | コスマス・ムワンギ   | 中国電力    | 2022年 区間2位 |
| 4    | 19分31秒 | キプランガット・ダン | JFEスチール | 2024年 区間2位 |
| 5    | 19分34秒 | アッバイネ・アイエレ | マツダ      | 2014年 区間賞  |
| 5    | 19分34秒 | キプケメイ・エバンス | JFEスチール | 2022年 区間3位 |

| 順位 | タイム   | 氏名     | チーム   | 成績           |
| ---- | -------- | -------- | -------- | -------------- |
| 1    | 20分09秒 | 山崎亮平 | 中国電力 | 2014年 区間3位 |
| 2    | 20分16秒 | 藤川拓也 | 中国電力 | 2018年 区間3位 |
| 3    | 20分35秒 | 扇育     | マツダ   | 2024年 区間4位 |
| 4    | 20分44秒 | 池淵智紀 | 中国電力 | 2013年 区間3位 |
| 5    | 20分46秒 | 松井智靖 | 中国電力 | 2017年 区間3位 |

| 順位 | タイム   | 氏名       | チーム      | 成績           |
| ---- | -------- | ---------- | ----------- | -------------- |
| 1    | 34分17秒 | 向晃平     | マツダ      | 2023年 区間賞  |
|      | 34分43秒 | 向晃平     | マツダ      | 2020年 区間賞  |
| 2    | 34分46秒 | 岡本直己   | 中国電力    | 2013年 区間賞  |
| 3    | 35分02秒 | 上坂優太   | JFEスチール | 2021年 区間賞  |
| 4    | 35分04秒 | 斉藤翔太   | JFEスチール | 2023年 区間2位 |
| 5    | 35分06秒 | 大須田優二 | マツダ      | 2014年 区間賞  |

| 順位 | タイム   | 氏名     | チーム      | 成績           |
| ---- | -------- | -------- | ----------- | -------------- |
| 1    | 25分42秒 | 扇育     | マツダ      | 2023年 区間賞  |
| 2    | 25分44秒 | 川平浩之 | JFEスチール | 2021年 区間賞  |
| 3    | 25分52秒 | 腰塚遥人 | JFEスチール | 2023年 区間2位 |
| 4    | 25分56秒 | 清野太成 | 中国電力    | 2023年 区間3位 |
| 5    | 25分59秒 | 池田勘汰 | 中国電力    | 2022年 区間賞  |

| 順位 | タイム   | 氏名     | チーム   | 成績           |
| ---- | -------- | -------- | -------- | -------------- |
| 1    | 27分00秒 | 池田勘汰 | 中国電力 | 2024年 区間賞  |
| 2    | 27分12秒 | 岡原仁志 | 中電工   | 2024年 区間2位 |
| 3    | 27分13秒 | 寺西雅俊 | マツダ   | 2019年 区間賞  |
| 4    | 27分14秒 | 廣佳樹   | マツダ   | 2020年 区間賞  |
| 5    | 27分16秒 | 松井智靖 | 中国電力 | 2016年 区間賞  |

| 順位 | タイム   | 氏名     | チーム      | 成績           |
| ---- | -------- | -------- | ----------- | -------------- |
| 1    | 55分16秒 | 菊地駿弥 | 中国電力    | 2023年 区間賞  |
| 2    | 55分47秒 | 延藤潤   | マツダ      | 2019年 区間賞  |
|      | 56分20秒 | 菊地駿弥 | 中国電力    | 2022年 区間賞  |
| 3    | 56分21秒 | 北村惇生 | 中電工      | 2024年 区間賞  |
| 4    | 56分25秒 | 岡本直己 | 中国電力    | 2018年 区間賞  |
|      | 56分31秒 | 岡本直己 | 中国電力    | 2021年 区間賞  |
| 5    | 56分34秒 | 岩崎大洋 | JFEスチール | 2024年 区間2位 |

| 順位 | タイム   | 氏名     | チーム   | 成績           |
| ---- | -------- | -------- | -------- | -------------- |
| 1    | 36分24秒 | 大森太楽 | 中国電力 | 2023年 区間賞  |
| 2    | 36分41秒 | 定方駿   | マツダ   | 2023年 区間2位 |
| 3    | 36分44秒 | 清谷匠   | 中国電力 | 2021年 区間賞  |
| 4    | 37分10秒 | 秋山雄飛 | 中国電力 | 2020年 区間賞  |
| 4    | 37分10秒 | 向晃平   | マツダ   | 2022年 区間賞  |

## 歴代コースおよび優勝チーム[1]
| 年     | 回 | コース                                                  | 優勝チーム | タイム        | 大会MVP             |
| ------ | -- | ------------------------------------------------------- | ---------- | ------------- | ------------------- |
| 1962年 | 1  | 宇部市役所前～防府市公会堂前往復 7区間91.6km            | 東洋工業   | 4時間46分29秒 |                     |
| 1963年 | 2  | 府中町東洋工業前～川尻町往復 7区間83.6km                | 東洋工業   | 4時間11分05秒 |                     |
| 1964年 | 3  | 府中町東洋工業前～川尻町往復 7区間83.6km                | 東洋工業   | 4時間06分43秒 |                     |
| 1965年 | 4  | 光市武田薬品前～岩国市長ノ口折返し 7区間83.6km          | 東洋工業   | 4時間23分39秒 |                     |
| 1966年 | 5  | 光市武田薬品前～岩国市長ノ口折返し 7区間83.6km          | 電電中国   | 4時間25分37秒 |                     |
| 1967年 | 6  | 光市武田薬品正門前～由宇駅前折返し 7区間83.6km          | 電電中国   | 4時間22分27秒 |                     |
| 1968年 | 7  | 光市武田薬品正門前～由宇駅前折返し 7区間83.6km          | 鐘紡       | 4時間19分38秒 |                     |
| 1969年 | 8  | 光市武田薬品正門前～由宇駅前折返し 7区間83.6km          | 電電中国   | 4時間19分16秒 |                     |
| 1970年 | 9  | 光市武田薬品正門前～由宇駅前折返し 7区間83.6km          | 東洋工業   | 4時間18分03秒 |                     |
| 1971年 | 10 | 防府市西部飲料前～徳地町大原折返し 7区間99.4km          | 東洋工業   | 5時間06分10秒 |                     |
| 1972年 | 11 | 倉敷市酒津水門堤防前～笠岡市追分折返し 7区間97.4km      | 東洋工業   | 4時間40分47秒 |                     |
| 1973年 | 12 | 倉敷市酒津水門堤防前～笠岡市追分折返し 7区間97.4km      | 電電中国   | 4時間48分37秒 |                     |
| 1974年 | 13 | 世羅町世羅高校グラウンド～大和町白竜湖2往復 7区間96.0km | 鐘紡       | 4時間56分06秒 |                     |
| 1975年 | 14 | 世羅町世羅高校グラウンド～大和町白竜湖2往復 7区間96.0km | 鐘紡       | 4時間58分13秒 |                     |
| 1976年 | 15 | 世羅町世羅高校グラウンド～大和町白竜湖2往復 7区間90.4km | 鐘紡       | 4時間35分29秒 |                     |
| 1977年 | 16 | 世羅町世羅高校グラウンド～大和町白竜湖2往復 7区間90.4km | 鐘紡       | 4時間49分56秒 |                     |
| 1978年 | 17 | 世羅町世羅高校グラウンド～大和町白竜湖2往復 7区間90.4km | 鐘紡       | 4時間50分42秒 |                     |
| 1979年 | 18 | 世羅町世羅高校グラウンド～大和町白竜湖2往復 7区間90.4km | 鐘紡       | 4時間50分03秒 |                     |
| 1980年 | 19 | 世羅町世羅高校グラウンド～大和町白竜湖2往復 7区間90.4km | 鐘紡       | 4時間55分18秒 |                     |
| 1981年 | 20 | 世羅町世羅高校グラウンド～大和町白竜湖2往復 7区間90.4km | 鐘紡       | 4時間53分21秒 |                     |
| 1982年 | 21 | 世羅町世羅高校グラウンド～大和町白竜湖2往復 7区間90.4km | 鐘紡       | 4時間51分12秒 |                     |
| 1983年 | 22 | 世羅町世羅高校グラウンド～大和町白竜湖2往復 7区間90.4km | 鐘紡       | 4時間52分07秒 |                     |
| 1984年 | 23 | 世羅町世羅高校グラウンド～大和町白竜湖2往復 7区間90.4km | 鐘紡       | 4時間51分47秒 |                     |
| 1985年 | 24 | 世羅町世羅高校グラウンド～大和町白竜湖2往復 7区間90.4km | 鐘紡       | 4時間52分28秒 |                     |
| 1986年 | 25 | 世羅町世羅高校グラウンド～大和町和木2往復 7区間84.4km   | 鐘紡       | 4時間16分17秒 |                     |
| 1987年 | 26 | 世羅町世羅高校グラウンド～大和町和木2往復 7区間84.4km   | 鐘紡       | 4時間14分48秒 |                     |
| 1988年 | 27 | 世羅町世羅高校グラウンド～大和町和木2往復 7区間84.4km   | 鐘紡       | 4時間11分56秒 |                     |
| 1989年 | 28 | 世羅町世羅高校グラウンド～大和町和木2往復 7区間84.4km   | 鐘紡       | 4時間14分47秒 |                     |
| 1990年 | 29 | 世羅町世羅高校グラウンド～大和町和木2往復 7区間84.4km   | 鐘紡       | 4時間13分15秒 |                     |
| 1991年 | 30 | 世羅町世羅高校グラウンド～大和町和木2往復 7区間84.4km   | 鐘紡       | 4時間12分09秒 |                     |
| 1992年 | 31 | 世羅町世羅高校グラウンド～大和町和木2往復 7区間84.4km   | 鐘紡       | 4時間15分55秒 |                     |
| 1993年 | 32 | 世羅町世羅高校グラウンド～大和町和木2往復 7区間84.4km   | 鐘紡       | 4時間13分52秒 |                     |
| 1994年 | 33 | 世羅町世羅高校グラウンド～大和町和木2往復 7区間84.4km   | 鐘紡       | 4時間12分19秒 |                     |
| 1995年 | 34 | 世羅町世羅高校グラウンド～世羅西町2往復 7区間82.8km     | 中国電力   | 4時間08分00秒 |                     |
| 1996年 | 35 | 世羅町世羅高校グラウンド～世羅西町2往復 7区間82.8km     | 鐘紡       | 4時間06分13秒 |                     |
| 1997年 | 36 | 世羅町世羅高校グラウンド～世羅西町2往復 7区間82.8km     | 中国電力   | 4時間10分01秒 |                     |
| 1998年 | 37 | 世羅町世羅高校グラウンド～世羅西町2往復 7区間82.8km     | 中国電力   | 4時間08分44秒 |                     |
| 1999年 | 38 | 世羅町世羅高校グラウンド～世羅西町2往復 7区間82.8km     | 中国電力   | 4時間07分58秒 |                     |
| 2000年 | 39 | 世羅町世羅高校グラウンド～世羅西町2往復 7区間82.8km     | 中国電力   | 4時間06分25秒 |                     |
| 2001年 | 40 | 世羅町世羅高校グラウンド～世羅西町2往復 7区間82.8km     | 中国電力   | 4時間03分45秒 |                     |
| 2002年 | 41 | 世羅町世羅高校グラウンド～世羅西町2往復 7区間82.8km     | 中国電力   | 4時間01分44秒 |                     |
| 2003年 | 42 | 世羅町世羅高校グラウンド～世羅西町2往復 7区間82.8km     | 中国電力   | 4時間06分40秒 |                     |
| 2004年 | 43 | 世羅町世羅高校グラウンド～世羅西町2往復 7区間82.8km     | 中国電力   | 4時間04分24秒 |                     |
| 2005年 | 44 | 世羅町世羅高校グラウンド～世羅西町2往復 7区間82.8km     | 中国電力   | 4時間07分31秒 |                     |
| 2006年 | 45 | 世羅町世羅高校グラウンド～世羅西町2往復 7区間82.8km     | 中国電力   | 4時間04分29秒 |                     |
| 2007年 | 46 | 世羅町世羅高校グラウンド～世羅西町2往復 7区間82.8km     | 中国電力   | 4時間10分02秒 |                     |
| 2008年 | 47 | 世羅町世羅高校グラウンド～世羅西町2往復 7区間82.8km     | 中国電力   | 4時間06分46秒 |                     |
| 2009年 | 48 | 世羅町世羅高校グラウンド～世羅西町2往復 7区間82.8km     | 中国電力   | 4時間12分25秒 |                     |
| 2010年 | 49 | 世羅町世羅高校グラウンド～世羅西町2往復 7区間82.8km     | 中国電力   | 4時間04分57秒 |                     |
| 2011年 | 50 | 世羅町世羅高校グラウンド～世羅西町2往復 7区間82.8km     | 中国電力   | 4時間07分00秒 |                     |
| 2012年 | 51 | 世羅町世羅高校グラウンド～世羅西町2往復 7区間82.8km     | 中国電力   | 4時間09分16秒 |                     |
| 2013年 | 52 | 世羅町世羅高校グラウンド～世羅西町2往復 7区間82.8km     | 中国電力   | 4時間06分19秒 |                     |
| 2014年 | 53 | 世羅町世羅高校グラウンド～世羅西町2往復 7区間82.8km     | 中国電力   | 4時間05分24秒 | 清谷匠 (中国電力)   |
| 2015年 | 54 | せら文化センター～三次市三和町境界2往復 7区間80.8km     | マツダ     | 4時間05分48秒 | 延藤潤 (マツダ)     |
| 2016年 | 55 | せら文化センター～三次市三和町境界2往復 7区間80.8km     | マツダ     | 4時間02分28秒 | 圓井彰彦 (マツダ)   |
| 2017年 | 56 | せら文化センター～三次市三和町境界2往復 7区間80.8km     | マツダ     | 4時間03分31秒 | 山本憲二 (マツダ)   |
| 2018年 | 57 | せら文化センター～三次市三和町境界2往復 7区間80.8km     | マツダ     | 4時間04分10秒 | 延藤潤 (マツダ)     |
| 2019年 | 58 | せら文化センター～三次市三和町境界2往復 7区間80.8km     | マツダ     | 4時間00分10秒 | 寺西雅俊 (マツダ)   |
| 2020年 | 59 | せら文化センター～三次市三和町境界2往復 7区間80.8km     | マツダ     | 4時間02分38秒 | 延藤潤 (マツダ)     |
| 2021年 | 60 | せら文化センター～三次市三和町境界2往復 7区間80.8km     | 中電工     | 4時間01分43秒 | 二岡康平 (中電工)   |
| 2022年 | 61 | せら文化センター～三次市三和町境界2往復 7区間80.8km     | 中国電力   | 4時間00分20秒 | 菊地駿弥 (中国電力) |
| 2023年 | 62 | せら文化センター～三次市三和町境界2往復 7区間80.8km     | 中国電力   | 3時間59分55秒 | 菊地駿弥 (中国電力) |
| 2024年 | 63 | せら文化センター～三次市三和町境界2往復 7区間80.8km     | 中電工     | 4時間00分18秒 | 北村惇生 (中電工)   |

## テレビ中継
中国放送（RCC）で、『（大会特別協賛社）スポーツスペシャル 中国実業団駅伝』として、大会特別協賛社が番組の筆頭スポンサーとなる形で（複数社提供）、毎年この模様が午前9:54 - 11:25と14:00 - 15:00の2部に分けてテレビ中継される（このため、『サンデージャポン』が休止となる）。
なお2019年は12:54 - 14:45に『TOTOジャパンクラシック・最終日』（MBS制作）、14:45 - 15:54に『JNN報道特別番組 NスタSP完全中継!天皇陛下即位パレード』（TBSテレビ制作）、15:54 - 15:57に『速報!!TOTOジャパンクラシック』（MBS制作）をそれぞれ放送のため、第2部の放送が15:57 - 16:57に変更された。また、2022年は第2部が12:54 - 14:15の放送となった。
2012年までは、移動中継車がハイビジョン対応でなかったため固定カメラのみ16:9HDで、移動映像が4:3SDだったが、2013年は毎日放送・RKB毎日放送（RKB）の技術協力（スタッフロールにも表記）により移動映像もハイビジョン化された（第1移動車はRKBが担当）。
2014年はMBS・テレビ山口（TYS）が技術協力で参加し、第1移動車はMBSが担当した。
2015年はTBS・MBS・あいテレビ（ITV）・CBCテレビ・RSK山陽放送・RKB毎日放送が技術協力で参加した（第1移動車はRKB毎日放送が担当）。
2016年からはTBSテレビ・毎日放送・CBCテレビ（2019年は南日本放送（MBC）・農事組合法人ほりこし〈2020年以降も参加〉も加えて5社）が技術協力で参加し、第1移動車は毎日放送が担当した。
制作協力（中継スタッフの携帯電話の提供）には、2021年まではau（KDDI）が、2022年はNTTドコモが参加し、中継内でもアナウンスされるほか、エンディングのスタッフロールにもクレジットされている。
2017年は公式動画配信サイト『RCC PLAY!』でも期間限定で配信された（すでに配信終了）。また、2022年は地上波放送時間外も含めて後継サイトおよび携帯アプリの『IRAW by RCC』で配信された（実況なし）。

## 主催者・後援

### 2022年度
主催
- 中国実業団陸上競技連盟

共催
- 世羅町
- 世羅町教育委員会

後援
- 広島県
- 中国新聞社

運営協力
- 広島陸上競技協会
- 世羅郡陸上競技協会
- 世羅町スポーツ協会